# Делта (Пенсилванија)
Делта (енгл. Delta) град је у америчкој савезној држави Пенсилванија.

## Демографија
По попису из 2010. године број становника је 728, што је 13 (-1,8%) становника мање него 2000. године.
| Група             | 2000.       | 2010.       |
| Белци             | 724 (97,7%) | 693 (95,2%) |
| Афроамериканци    | 7 (0,9%)    | 11 (1,5%)   |
| Азијати           | 1 (0,1%)    | 3 (0,4%)    |
| Хиспаноамериканци | 1 (0,1%)    | 10 (1,4%)   |
| Укупно            | 741         | 728         |